# 1573 en philosophie
Chronologie de la philosophie
- 1569
- 1570
- 1571
- 1572
- 1573
- 1574
- 1575
- 1576
- 1577

L’année 1573 a été marquée, en philosophie, par les événements suivants :

## Naissances
- Sébastien Basson, ou, de son nom latin, Sebastianus Basso, est un philosophe français de la nature du début du XVIIe siècle. Antiaristotélicien, partisan de l'atomisme, il a créé, indépendamment d'Isaac Beeckman, une théorie originale de la matière donnant une place aux atomes et à des composés d'atomes

## Décès
- 17 décembre à Pozoblanco : Juan Ginés de Sepúlveda (né à Pozoblanco en 1490), humaniste, un philosophe et un homme d'Église espagnol du XVIe siècle. Il est également connu pour avoir été historiographe de Charles Quint.